# Tranås AIF
Tranås AIF, TAIF, är en idrottsförening i Tranås, bildad 13 januari 1905. Under paragraf 3 i protokollet står att läsa "Beslöts enhälligt bilda en förening för idrottens befrämjande och utöfvande i Tranås under namn Tranås Allmänna Idrottsförening".
Klubben har genom åren bedrivit friidrott, fotboll, skridskolöpning, orientering, skidlöpning, backhoppning, bandy, bowling och ishockey. I både ishockey och bandy har Tranås AIF spelat i Sveriges högsta division. 1992 delades föreningen upp i separata klubbar:
- Tranås AIF Dambowling
- Tranås AIF Friidrott
- Tranås AIF Hockey
- Tranås AIF Fotboll (nedlagd, sammanslogs 1997 med Tranås BoIS i Tranås FF)
- Tranås AIF Bandy (nedlagd)

## Kända personer
Kända profiler som genom åren deltagit aktivt inom föreningen är radio- och TV-personligheten Lennart Hyland och ishockeyspelaren Magnus Svensson.